# Uganda International 2021
Die Uganda International 2021 im Badminton fanden vom 25. bis zum 28. Februar 2021 in Kampala statt. Im Herrendoppel fand kein Wettbewerb statt.

## Sieger und Platzierte
| Disziplin    | Gold                           | Silber                               | Bronze                      |
| ------------ | ------------------------------ | ------------------------------------ | --------------------------- |
| Herreneinzel | Varun Kapur                    | S. Sankar Muthusamy Subramanian      | Camilo Borst                |
| Herreneinzel | Varun Kapur                    | S. Sankar Muthusamy Subramanian      | John Wanyoike               |
| Dameneinzel  | Malvika Bansod                 | Anupama Upadhyaya                    | Tanya Hemanth               |
| Dameneinzel  | Malvika Bansod                 | Anupama Upadhyaya                    | Fadilah Mohamed Rafi        |
| Damendoppel  | Husina Kobugabe Mable Namakoye | Fadilah Mohamed Rafi Tracy Naluwooza | Betty Apio Brenda Awor      |
| Damendoppel  | Husina Kobugabe Mable Namakoye | Fadilah Mohamed Rafi Tracy Naluwooza | Mercy Joseph Lavina Martins |
| Mixed        | Brian Kasirye Husina Kobugabe  | Israel Wanagalya Betty Apio          | Fred Kirabo Gladys Mbabazi  |
| Mixed        | Brian Kasirye Husina Kobugabe  | Israel Wanagalya Betty Apio          | Abner Orwaru Juma Akoth     |